# Germanes (pel·lícula)
Germanes és un telefilm produït per Televisió de Catalunya, Ovideo TV i Grup Focus, amb la participació de l'ICIC.
Germanes es va produir el 2010 o 2011 estrenar per TV3 el 8 de gener del 2012. El telefilm es basa en l'obra de teatre que du el mateix nom, escrita i dirigida per Carol López. La pel·lícula és protagonitzada per Nora Navas, Aina Clotet, Maria Lanau, Marcel Borràs, Amparo Fernández i Paul Berrondo.

## Argument
L'Inés (Maria Lanau), la Irene (Nora Navas) i l'Ivonne (Aina Clotet) es reuneixen a casa de la mare per assistir al funeral del seu pare; no hi tornaran fins un any més tard per l'aniversari de la mort del pare, i és en el moment precís en què tots hauran d'afrontar un altre entrebanc.

## Equip tècnic
L'equip tècnic inclou:
- Direcció: Carol López

- Guió: Carol López i Àlex Mañas (basat en l'obra Germanes, de Carol López)
- Director de fotografia: Andreu Rebés A.E.C
- Música original: Jordi Prats

## Intèrprets
El repartiment és el següent:
- Nora Navas (Irene)
- Maria Lanau (Inés)
- Aina Clotet (Ivonne)
- Amparo Fernández (Isabel)
- Paul Berrondo (Àlex)
- Marcel Borràs (Ígor)
- Carles Flavià (capellà)
- Xavier Ruano (senyor aperitiu)
- Xus Estruch (germana Isabel).

## Palmarès
| Premi        | Edició    | Any  | Categoria                         | Resultat |
| ------------ | --------- | ---- | --------------------------------- | -------- |
| Premis Gaudí | 5a edició | 2013 | Millor pel·lícula per a televisió | Nominada |